# پل سانت‌آنجلو
پل سانت‌آنجلو (ایتالیایی: Ponte Sant'Angelo) با نام اصلی پل آئلیوس، یک پل قدیمی رومی در شهر رم ایتالیا است که در سال ۱۳۴ پس از میلاد توسط امپراتور روم هادریان بر روی رودخانهٔ تیبر ساخته شد تا مرکز شهر را به آرامگاه جدیدالاحداث خود متصل کند که امروزه قلعه سنت آنجلو نام دارد.
این پل که بر روی رودخانهٔ تیبر قرار دارد، با سنگ مرمر تراورتن پوشانده شده‌است و دارای پنج طاق است که سه تای آن از دوران روم باستان باقی و پابرجاست. این پل در حال حاضر تنها برای پیاده‌روی استفاده می‌شود و از روی آن، می‌توان منظره‌ای زیبا از قلعه سنت آنجلو را مشاهده کرد. این پل، محلهٔ پونته را (که به نام خود پل نامگذاری شده‌است) به محلهٔ بورگو که تأسیسات اداری پل در آن قرار دارد، پیوند می‌دهد.
با آغاز قرون وسطی، کم‌کم نام اصلی این پل به فراموشی سپرده شد و زائران بازیلیکای پطرس مقدس که مجبور بودند از روی آن رد شوند، به آن «پل سنت پیتر» می‌گفتند. در قرن ششم و در دوران پاپ گریگوری یکم، این پل و قلعه هر دو، نام «سانت‌آنجلو» را به خود گرفتند. دانته در کتاب کمدی الهی خود اشاره می‌کند که به سبب شمار فراوان زائران در جشن «سال توبه و بخشایش گناهان» در ۱۳۰۰ میلادی، دو مسیر متفاوت و جداگانهٔ رفت‌وآمد بر روی پل مشخص شده بود. طی همین جشن‌ها در سال ۱۴۵۰ میلای، طارمی پل فرو ریخت و عده‌ای از زائران در رودخانه غرق شدند.
در سال ۱۵۳۵، پاپ کلمنت هفتم درآمد حاصل از عوارض تعیین‌شده برای پل را، به ساخت مجسمه‌های دو حواری یعنی پطرس (توسط لورنتستو) و پولس رسول (توسط پائولو رومانو) اختصاص داد که متعاقباً تندیس چهار بشارت‌دهنده انجیل و سه شه‌پدر به مجسمه‌های موجود دیگر که نمایندهٔ آدم، نوح، ابراهیم و موسی بودند، اضافه شدند.
طی سالیان متمادی پس از قرن شانزدهم، از این پل برای به‌نمایش گذاشتن اجساد اعدام‌شدگان در میدان مجاور، (در انتهای سمت چپ پل) استفاده می‌شد. در سال ۱۶۶۹ میلادی، پاپ کلمنت نهم سفارش ساخت تندیس‌های جدیدی را برای جایگزینی فرشتگان گچ‌بری‌شدهٔ قدیمی و فرسوده توسط رافائلو دا مونتلوپو داد که سال‌ها قبل توسط پاپ پائولوس سوم سفارش داده شده بود. برنامهٔ جان لورنتسو برنینی که یکی از آخرین پروژه‌های بزرگ او بود، آن بود که ده فرشته را که «ابزارهای مصائب مسیح» را در دست داشتند در پل کارگذاری کند. او شخصاً فقط دو فرشته را، یعنی «فرشته‌ای با طومار» و «فرشته با تاجی از خار» را به پایان رساند؛ اما نسخهٔ اصلی آنها را کلمنت نهم برای خودش نگه داشت و اجازهٔ نصب بر روی پل نداد. این دو تندیس اینک در سانت‌آندرئا دله فراته نگهداری می‌شود.

## فهرست فرشتگان پل
| شماره | نام                                  | مجسمه‌ساز | سنگ‌نوشته                                                | تصویر |
| ----- | ------------------------------------ | --- | ------------------------------------------------------- | ----- |
| ۱     | فرشته با سرستون                      | آنتونیو راجی | تاج و تخت من بر ستونی استوار است.                       |       |
| ۲     | فرشته با تازیانه                     | لاتسارو مورلی | آمادهٔ تازیانه هستم.                                     |       |
| ۳     | فرشته با تاجی از خار                 | جان لورنتسو برنینی و پسرش پائولو (نسخهٔ اصلی در سانت‌آندرئا دله فراته قرار دارد و نسخهٔ بدلی توسط پیترو پائولو نالدینی برای نصب بر روی پل ساخته شد). | من در مصیبت پیچیده‌ام، در حالی که خار بر من بسته شده‌است. |       |
| ۴     | فرشته با روبندهٔ توری (رخ‌پوشِ ورونیکا) | کوزیمو فانچلی | به چهرهٔ مسیح خود بنگر.                                  |       |
| ۵     | فرشته با جامه و تاس                  | پائولو نالدینی | بر لباس من تاس انداختند (قمار کردند).                   |       |
| ۶     | فرشته با میخ‌ صلیب                    | جیرولامو لوچنتی | آنها مرا ارج خواهند نهاد، کسی که بدنش را سوراخ کردند.   |       |
| ۷     | فرشته با صلیب                        | ارکوله فراتا | که حکومتش، بر دوش خود خواهد بود.                        |       |
| ۸     | فرشته طومار به‌دست                    | جان لورنتسو برنینی و پسرش پائولو (نسخهٔ اصلی در سانت‌آندرئا دله فراته قرار دارد و نسخهٔ بدلی توسط «جولیو کارتاری» برای نصب بر روی پل ساخته شد).      | سلطنت خداوند از درخت است. [درختی که چوبش، صلیب شده‌است]. |       |
| ۹     | فرشته با اسفنج                       | آنتونیو جورجتی | سرکه به من دادند تا بنوشم.                              |       |
| ۱۰    | فرشته با زوبین                       | دومنیکو گوئیدی | تو قلبم را تسخیر کرده‌ای.                                |       |